# Wiemersbek
El Wiemersbek és un afluent del riu Sielbek a Alemanya. Neix a la reserva natural del Duvenstedter Brook al nucli de Wohldorf-Ohlstedt de l'estat d'Hamburg. Desemboca al Sielbek a Wiemerskamp, un nucli de Tangstedt. Desguassa via el Sielbek a l'Alster i a l'Elba fins al mar del nord.

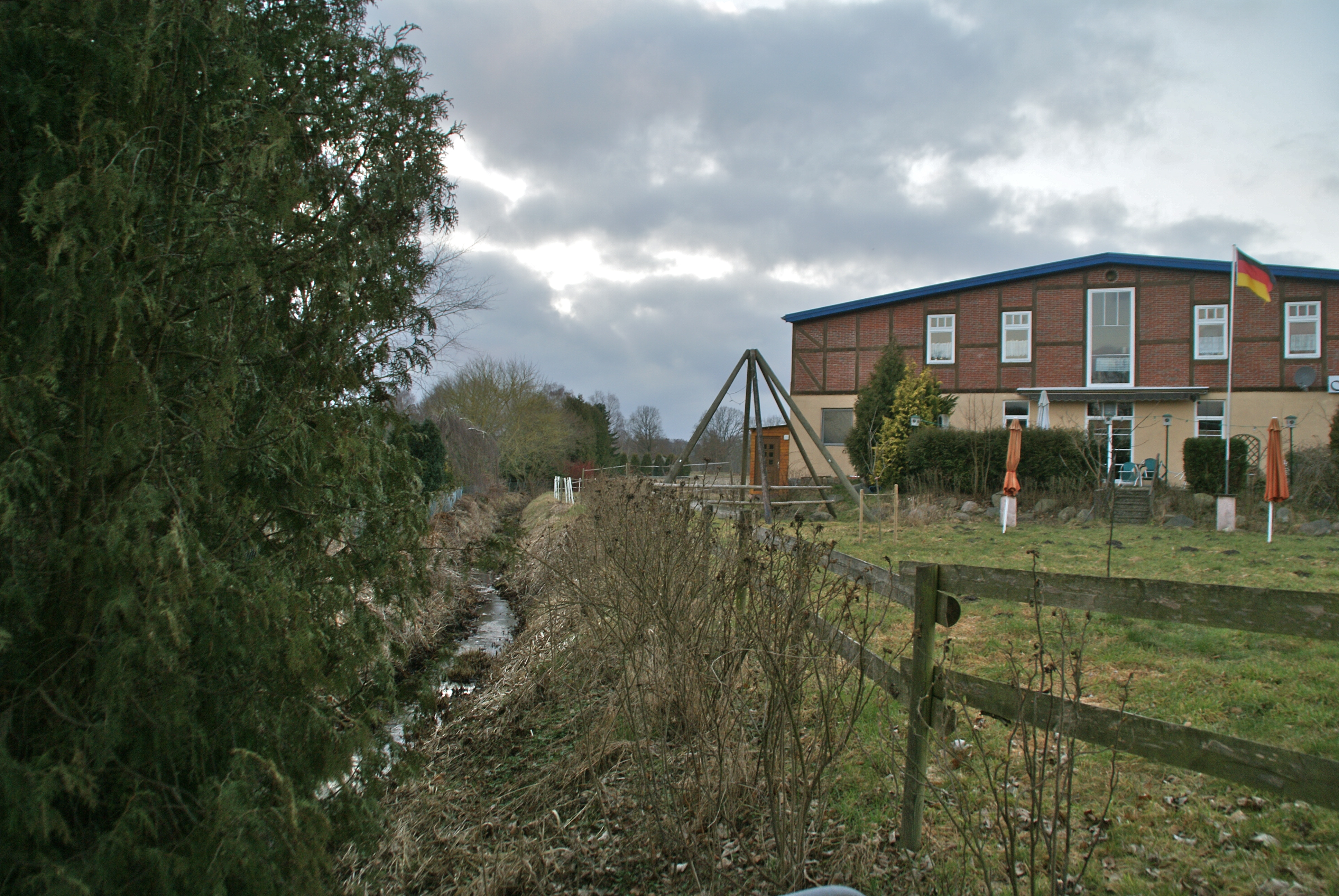
El riu a Wiemerskamp
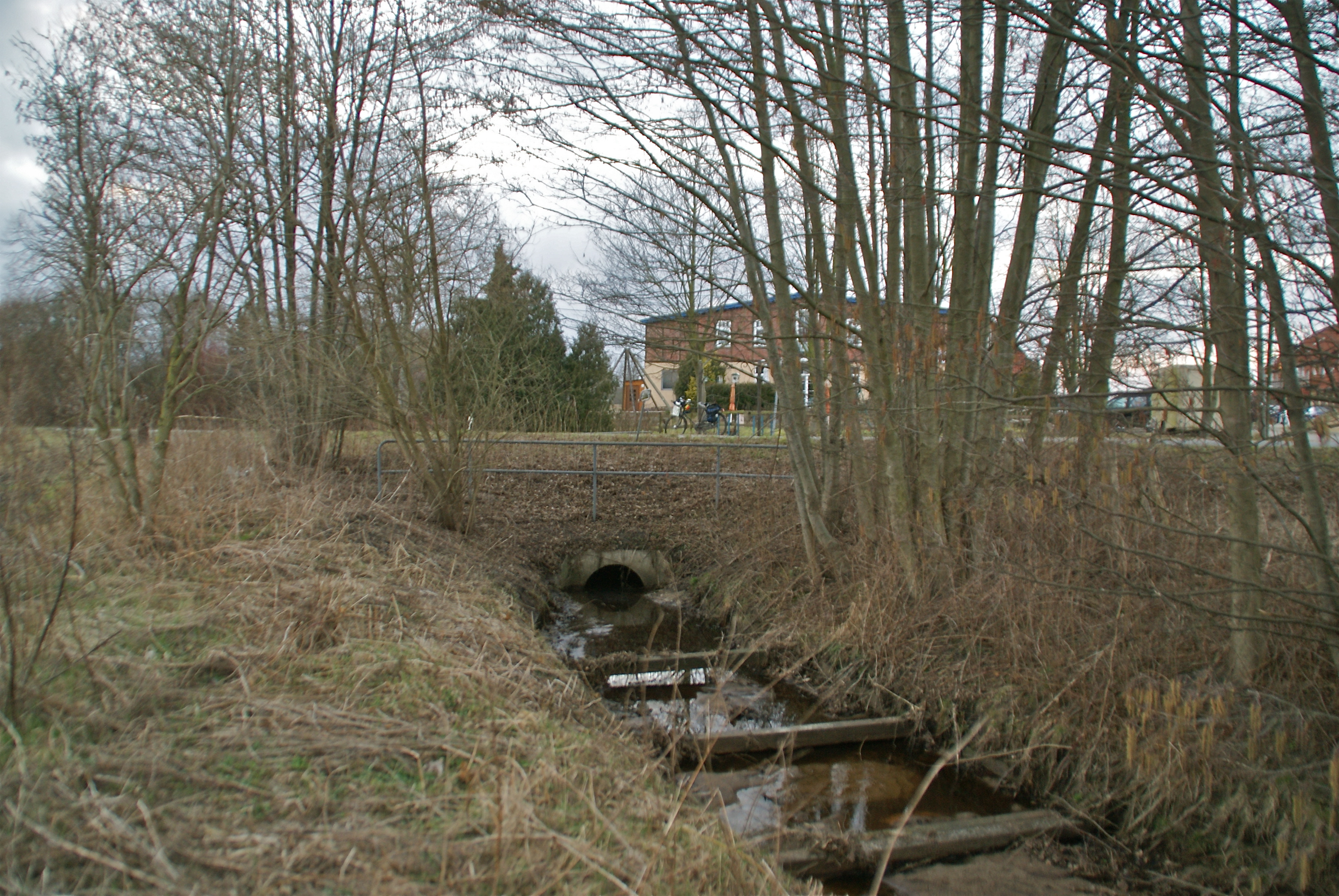
El pas sota el carrer Wiemerskamper Weg
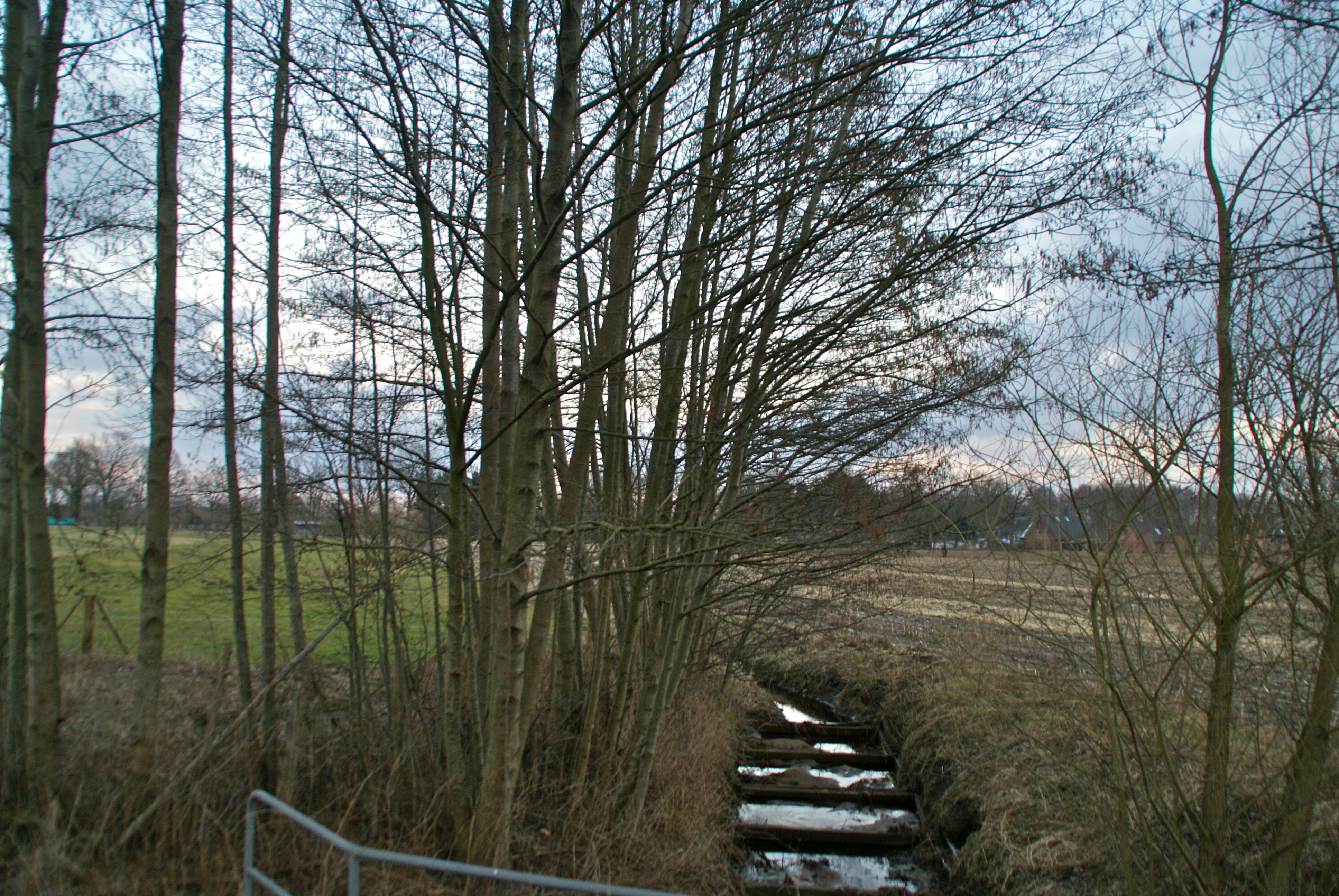
Pas de peix al Wiemersbek

## Afluents
- Wiemersgraben